# غاسبارد ديريدر
غاسبارد ديريدر (4 مارس 1918 – 1977) هو ملاكم بلجيكي راحل، مثّل بلاده في الألعاب الأولمبية الصيفية 1936.

## روابط خارجية
غاسبارد ديريدر على موقع بوكس ريك (الإنجليزية) (registration required)
- غاسبارد ديريدر على موقع أوليمبيديا (الإنجليزية)